# Pie de cama
El pie de cama es un mueble poco utilizado en la actualidad. Anteriormente era común hallarlo en forma de banco, de taburete o de cofre, sobre todo en habitaciones con grandes ornamentos. Como lo indica su nombre, es un mueble que se coloca al pie de la cama y que sirve para colocar el cubrecamas, la ropa que las personas se desvisten por la noche o aquella que se pondrán la mañana siguiente. Por lo general un pie de cama tiene la forma de un banco alargado, puede estar acojinado, forrado con piel o tela; su forma debe ser rectangular y puede ser tan ancho o alto como se desee, siempre y cuando no sobrepase la altura del colchón. Puede estar hecho de una sola pieza sólida o tener patas.